# (2789) Foshan
(2789) Foshan ist ein Asteroid des Hauptgürtels, der am 6. Dezember 1956 am Purple-Mountain-Observatorium in Nanjing entdeckt wurde. 
Benannt ist der Asteroid nach der Stadt Foshan in der chinesischen Provinz Guangdong.